# Talang Baru (Pajar Bulan)
Talang Baru is een bestuurslaag in het regentschap Lahat van de provincie Zuid-Sumatra, Indonesië. Talang Baru telt 331 inwoners (volkstelling 2010).